# Archirhizidae
Famille
Les Archirhizidés (Archirhizidae) forment une famille de méduses appartenant à l'ordre Rhizostomeae.

## Liste des genres
Selon ITIS:
- genre Archirhiza Haeckel, 1880
- genre Cannorhiza Haeckel, 1880